# Nurelhoda Arafa
Nurelhoda Arafa (3 de marzo de 1997) es una deportista egipcia que compite en remo. Ganó una medalla de bronce en el Campeonato Mundial de Remo en Sala de 2024, en la prueba de ligero 500 m.

## Palmarés internacional
| Campeonato Mundial | Campeonato Mundial      | Campeonato Mundial | Campeonato Mundial |
| Año                | Lugar                   | Medalla            | Prueba             |
| ------------------ | ----------------------- | ------------------ | ------------------ |
| 2024               | Praga (República Checa) | Medalla de bronce  | Ligero 500 m       |